# Episodi di Non sono stato io (seconda stagione)
La seconda stagione della serie televisiva Non sono stato io è andata in onda dal 15 febbraio 2015 al 16 ottobre 2015 in America su Disney Channel.
In Italia la stagione è iniziata l'11 settembre 2015 su Disney Channel per poi essere stata interrotta inspiegabilmente il 1 novembre 2015. Torna a distanza di due anni, più precisamente dal 1 luglio 2018.
| nº | Titolo originale                                  | Titolo italiano                                   | Prima TV USA      | Prima TV Italia   |
| -- | ------------------------------------------------- | ------------------------------------------------- | ----------------- | ----------------- |
| 1  | Slumber Partay                                    | Pigiama party                                     | 15 febbraio 2015  | 11 settembre 2015 |
| 2  | The Not-So-Secret Lives of Mosquitos and Muskrats | La vita non segreta dei Mosquitos e dei Muskarats | 1 marzo 2015      | 18 settembre 2015 |
| 3  | Lindy Goes to the Dogs                            | Vita da cani                                      | 8 marzo 2015      | 2 ottobre 2015    |
| 4  | Lindy & Logan get Psyched!                        | Lindy e Logan in psicoanalisi                     | 15 marzo 2015     | 9 ottobre 2015    |
| 5  | Dog Date Afternoon!                               | Appuntamento con il cane                          | 22 marzo 2015     | 16 ottobre 2015   |
| 6  | Logan Finds Out!                                  | Logan l'ha scoperto!                              | 29 marzo 2015     | 23 ottobre 2015   |
| 7  | Food Fight                                        | Cucina da incubo                                  | 8 aprile 2015     | 8 luglio 2018     |
| 8  | Stevie Likes Lindy                                | Un amore impossibile                              | 19 aprile 2015    | 1 luglio 2018     |
| 9  | Falling for... Who?                               | Ballo d'autunno                                   | 31 maggio 2015    | 15 luglio 2018    |
| 10 | Lindy and Logan's Brrrrthday                      | Un compleanno da brividi                          | 7 giugno 2015     | 22 luglio 2018    |
| 11 | Cheer Up Girls                                    | Pari opportunità                                  | 21 giugno 2015    | 5 agosto 2018     |
| 12 | Lindy in the Middle                               | Una fidanzata per Garrett                         | 10 luglio 2015    | 29 luglio 2018    |
| 13 | Elementary, My Dear Watson                        | Elementare Watson!                                | 24 luglio 2015    | 12 agosto 2018    |
| 14 | Lindy Breaks Garrett                              | Cambio di personalità                             | 7 agosto 2015     | 12 agosto 2018    |
| 15 | Doggie Daddy                                      | Tre cuccioli per Logan                            | 14 agosto 2015    | 19 agosto 2018    |
| 16 | Drum Beats, Heart Beats                           | Lezioni di batticuore                             | 11 settembre 2015 | 19 agosto 2018    |
| 17 | The Doctor Is In                                  | Il veterinario                                    | 18 settembre 2015 | 26 agosto 2018    |
| 18 | Bite Club                                         | Il club del vampiro                               | 2 ottobre 2015    | 30 ottobre 2015   |
| 19 | The Rescuers                                      | La dichiarazione d'amore                          | 16 ottobre 2015   | 26 agosto 2018    |

## Pigiama party
- Titolo originale: Slumber Partay
- Diretto da: Jody Margolin Hahn
- Scritto da: Phil Baker

### Trama
Lindy cerca di fare un pigiama party epico con Delia e Jasmine ma i suoi piani non vanno a buon fine. Nel frattempo, Logan aiuta Garrett a trasformare il suo garage in una grotta per uomini ma i due finiscono intrappolati da un animale selvatico.
- Guest star: Karen Malina White (Betty LeBow), Dennis Cockrum (Ufficiale Wright), Paul Rogan (Mr. Jenkins)

## La vita non segreta dei Mosquitos e dei Muskarats
- Titolo originale: The Not-So-Secret Lives of Mosquitos and Muskrats
- Diretto da: Jody Margolin Hahn
- Scritto da: Tom Palmer

### Trama
Gli amici di Lindy si sentono emarginati quando, Lindy è andata ad un appuntamento con uno studente, loro rivale, Jake. Nel frattempo, Garrett comincia ad impazzire quando comprende che è l'unico dei cinque che non ha mai dato il primo bacio.
- Guest star: Karen Malina White (Betty LeBow), Michael Grant (Jake), Jerry Kernion (Coach Beecroft)

## Vita da cani
- Titolo originale: Lindy Goes to the Dogs
- Diretto da: Bon Koherr
- Scritto da: Jeanette Collins e Mimi Friedman

### Trama
Lindy si innamora di un cucciolo adottivo e non riesce a lasciarlo alla sua nuova famiglia. Intanto Jasmine e Delia diventano estremamente competitive sul progetto di design di economia domestica.
- Guest star: Karen Malina White (Betty LeBow), Keeshan Giles (Henry), Dieterich Gray (Mr. Detweiler)

## Lindy e Logan in psicoanalisi
- Titolo originale: Lindy & Logan get Psyched!
- Diretto da: Bob Koherr
- Scritto da: Erika Kaestle e Patrick McCarthy

### Trama
Quando Delia entra nella classe di psicologia, Lindy e Logan diventano i suoi primi pazienti. Jasmine intanto si unisce con Garrett alla squadra di matematica e fa ritrovare al gruppo di geni la fiducia in loro stessi, portando ad una rivolta.
- Guest star: Karen Malina White (Betty LeBow), Elijah Nelson (Norman Gorman), Mandalynn Carlson (Paula)

## Appuntamento con il cane
- Titolo originale: Dog Date Afternoon!
- Diretto da: Bruce Leddy
- Scritto da: Tom Palmer

### Trama
Jasmine si va un nuovo gruppo di "vecchi" amici quando inizia a fare la volontaria al centro per anziani. Delia prende in prestito, Ralph, il cane adottivo di Lindy per un appuntamento con Brandon e il suo cane Coco ma finisce con riportare indietro il cane sbagliato.
- Guest star: Karen Malina White (Betty LeBow), Jonathon McClendon (Brandon), Terrence Beaser (Mr. Stanley)

## Logan l'ha scoperto!
- Titolo originale: Logan Finds Out!
- Diretto da: Bob Koherr
- Scritto da: Jim Gerkin

### Trama
Dopo che Logan è stato mollato dalla sua ragazza, Garrett, Lindy e Delia scoprono per sbaglio che Jasmine ha una cotta per Logan. Avendo paura che questo possa cambiare le cose con Logan, Jasmine implora gli amici di non rivelare il segreto.
- Guest star: Karen Malina White (Betty LeBow), Fallon Smythe (Erin)

## Cucina da incubo
- Titolo originale: Food Fight
- Diretto da: Jody Margonlin Hahn
- Scritto da: Michael Fitzpatrick

### Trama
Lindy è entusiasta del suo nuovo ruolo come critico gastronomico della scuola fino al pranzo in un ristorante famigliare dove il cibo è terribile. Intanto Jasmine trova un lavoro come baby-sitter è finisce in competizione con una bambina di nove anni.
- Guest star: Zoe Pessin (Aubrey), Skyler Seymour (Barrett), Tanner Stine (Hogan), Paul Rogan (Mr. Jenkins)

## Un amore impossibile
- Titolo originale: Stevie Likes Lindy
- Diretto da: Bob Koherr
- Scritto da: Phil Baker

### Trama
Stevie Moops è un ragazzo ricco e antipatico che s'innamora di Lindy e cerca di conquistare il suo cuore facendogli regali costosi e stravaganti. Nel frattempo Delia scopre che Garrett ha nascosto di aver preso la patente di guida.
- Guest star: Karen Malina White (Betty LeBow), Corey Fogelmanis (Stevie Moops)

## Ballo d'autunno
- Titolo originale: Falling for... Who?
- Diretto da: Jody Margolin Hahn
- Scritto da: Erika Kaestle e Patrick McCarthy

### Trama
Jasmine e Delia aiutano Lindy ad organizzare il ballo della scuola. Logan intanto capisce di provare dei sentimenti per Jasmine, mentre lei esce con un altro ragazzo.
- Guest star: Karen Malina White (Betty LeBow), Sam Adler (Adam), Reed Alvardo (Owen)

## Un compleanno da brividi
- Titolo originale: Lindy and Logan's Brrrrrthday
- Diretto da: Erika Kaestle
- Scritto da: Jim Gerkin

### Trama
Delia, Jasmine e Garrett preparano la festa per il sedicesimo compleanno di Lindy e Logan con l'intenzione di renderlo molto speciale, ma un incidente ad una mostra canina e un'improvvisa tempesta di neve minacciano i loro piani.
- Guest star: Karen Malina White (Betty LeBow)

## Pari opportunità
- Titolo originale: Cheer Up Girls
- Diretto da: Neal Israel
- Scritto da: Jeanette Collins e Mimi Friedman

### Trama
Quando Lindy, Jasmine e Delia scoprono che la loro scuola non vuole avere una squadra di cheerleader per gli sport femminili, prendono posizione e formano una squadra loro stesse. Intanto il nuovo lavoro di Logan come supereroe dei compleanni al Rumble Juice, porta varie sorprese come la visita della star del paese RaeLynn.
- Guest star: Karen Malina White (Betty LeBow), RaeLynn (se stessa)

## Una fidanzata per Garrett
- Titolo originale: Lindy in the Middle
- Diretto da: Jonathan A. Rosenbaum
- Scritto da: Erinne Dobson

### Trama
Lindy cerca d'organizzare un appuntamento per Garrett a sua insaputa con la nuova ragazza della scuola che sembra essere più bizzarra di Garrett.
- Guest star: Karen Malina White (Betty LeBow), Zoe Anne Pessin (Aubrey), Anna Grace Barlow (Hayley)

## Elementare Watson!
- Titolo originale: Elementary, My Dear Watson
- Diretto da: Jean Sagal
- Scritto da: Tom Palmer

### Trama
Quando la sirena, ricordo di Betty quando era nella guardia costiera, viene rubata dal Rumble Juice, Logan si offre volontario per risolvere il crimine.
- Guest star: Theodore Barnes (Kevin LeBow), Karen Malina White (Betty LeBow)

## Cambio di personalità
- Titolo originale: Lindy Breaks Garrett
- Diretto da: Bob Koherr
- Scritto da: Tom Palmer

### Trama
Quando i piani di Lindy per una giornata alla spa con Jasmine e Delia vengono rovinati, perché le amiche organizzano un doppio appuntamento con i loro fidanzati, Lindy obbliga suo fratello Logan e Garrett a passare una giornata alla spa con lei.
- Guest star: Karen Malina White (Betty LeBow), Reed Alvarado (Owen), Jonathon McClendon (Brandon)

## Tre cuccioli per Logan
- Titolo originale: Doggie Daddy
- Diretto da: Bob Koherr
- Scritto da: Erika Kaestle e Patrick McCarthy

### Trama
Il cane di Lindy sembra apprezzare più Logan, così i due fratelli iniziano a competere per l'affetto del cane; nel frattempo Jasmine vende un'action-figure vintage di Garrett in un mercatino nel garage.
- Guest star: Zoe Pessin (Aubrey)

## Lezioni di batticuore
- Titolo originale: Drum Beats, Heart Beats
- Diretto da: Bob Koherr
- Scritto da: Phil Baker

### Trama
Jasmine inizia a passare più tempo con Logan frequentando delle lezioni di batteria, scoprendo di provare ancora dei sentimenti per lui, anche se sta frequentando Owen.
- Guest star: Karen Malina White (Betty LeBow), Reed Alvarado (Owen), Jonathon McClendon (Brandon), Allisyn Ashley Arm (Shelley)

## Il veterinario
- Titolo originale: The Doctor Is In
- Diretto da: Erika Kaestle
- Scritto da: Jim Gerkin

### Trama
Lindy s'innamora del Dr. Gabriel un giovane veterinario e si arrabbia quando Logan inizia a fare amicizia con lui. intanto Garrett riceve una proposta di lavoro da un Fast food
- Guest Star: Karen Malina White (Betty LeBow), Bradley Steven Perry (Dr. Scott Gabriel), Matthew Bohrer (Tim Thomas)

## Il club del vampiro
- Titolo originale: Bite Club
- Diretto da: Bob Koherr
- Scritto da: Jennette Collins e Mimi Friedman

### Trama
Delia e Logan vanno ad una mostra della scienza a New York vestiti da Albert Einstein e Maria Antonietta, lì dopo la mostra partecipano alla più grande festa di Halloween della città. Intanto Garrett porta il nipote di Betty, Kevin, a fare dolcetto o scherzetto.
- Guest Star: Karen Malina White (Betty LeBow), Calum Worthy (Dez Wade), Raini Rodriguez (Trish De La Rosa)

- Nota. Questo episodio è uno special di Halloween e crossover con la serie Austin & Ally.
- Nota. Dopo questa puntata seguono gli eventi che sono accaduti nell'episodio Sorpresa di Halloween (andato in onda il 3 ottobre) della serie Jessie.

## La dichiarazione d'amore
- Titolo originale: The Rescuers
- Diretto da: Bob Koherr
- Scritto da: Phil Baker

### Trama
Lindy e i suoi amici progettano un Musical dentro ad un concerto di beneficenza per salvare un rifugio per gli animali. Intanto Jasmine dichiara i suoi sentimenti a Logan.
- Guest star: Karen Malina White (Betty LeBow), Reed Alvarado (Owen), Jonathon McClendon (Brandon), Daryl Crittenden (Colin)